# Paravolvulus refector
Paravolvulus refector är en skalbaggsart som först beskrevs av Edmund Reitter 1904.  Paravolvulus refector ingår i släktet Paravolvulus och familjen stumpbaggar. Inga underarter finns listade i Catalogue of Life.